# Nigel Calder
Nigel Calder (Londen, 2 december 1931 – Crawley, 25 juni 2014) was een Britse wetenschapsjournalist.
Hij schreef van 1956 tot 1966 bij het blad New Scientist. Hij bedacht en schreef dertien belangrijke documentaires over populair-wetenschappelijke onderwerpen die werden uitgezonden op de BBC en Channel 4 en de daarbij behorende boeken. Voor zijn televisiewerk kreeg hij in 1972 een prijs van UNESCO, de Kalinga Prijs.
Calder was de zoon van Lord Peter Ritchie-Calder, de broer van historicus Angus Calder en de vader van Simon Calder, een schrijver van reisboeken.

## Klimaatverandering
Volgens Calder was de idee dat de mens verantwoordelijk is voor de opwarming van de aarde onzin. De verhalen die daarover in de meeste kranten staan zijn niets meer dan propaganda. De werkelijke feiten worden niet vermeld, aldus Calder: met de ijsbeer-populatie bijvoorbeeld gaat het uitstekend en in tegenstelling tot wat in 2007 werd gezegd is het Arctische zee-ijs nog nooit zo hoog geweest. Er zijn geen wetenschappelijke bewijzen voor de rol van de mens in de opwarming. Het is ook onzin, dat de opwarming door de mens erger wordt: het is niet warmer dan 12 jaar geleden. Calder schreef drie boeken over de klimaatsverandering en werkte mee aan de documentaire 'The Great Global Warming Swindle'.
In "De grillige zon" gaf de auteur met stelligheid ten beste, dat het louter de zon zelf zou zijn die de klimaatveranderingen veroorzaakt. Hierbij baseerde hij zich op het werk van drie Deense onderzoekers: Friss-Christensen, Lassen en Svensmark. Deze bleken echter helemaal niet zo zeker van hun eigen uitleg.
Calder was ook een complotdenker. Zo verklaarde hij de verspreiding van de theorie van het broeikaseffect in verband met de energiepolitiek van toenmalig premier Margaret Thatcher, die immers de steenkoolindustrie met alle middelen bestreed en de kernenergie voortrok.